# Trędowata
Trędowata – dwutomowa powieść Heleny Mniszkówny wydana w Krakowie w 1909 roku. Mimo chłodnego przyjęcia przez krytykę, powieść odniosła sukces czytelniczy.

## Treść
Fabuła powieści, której akcja rozgrywa się na przełomie XIX i XX wieku, opisuje tragiczne dzieje miłości, której spełnieniu stają na przeszkodzie przesądy społeczne i nietolerancja członków rodów arystokratycznych z ich hermetyzmem. Tytułową postacią jest skromna, nieutytułowana szlachcianka Stefania (Stefcia) Rudecka. Po doznanym zawodzie miłosnym przyjmuje posadę guwernantki u baronowej Elzonowskiej, ciotki młodego ordynata Waldemara Michorowskiego. Początkowo Stefania unika ordynata, u którego ją razi jego podejście do rzeczywistości; z wolna jednak pojawia się wzajemne zrozumienie i uczucie. Przypadkowo okazuje się, że dziadek Waldemara i babka Stefanii byli zakochani i zaręczeni, choć do małżeństwa nie doszło wskutek sprzeciwu rodziny ordynata. Obawiając się powtórzenia sytuacji, Rudecka zamierza opuścić rezydencję Michorowskich, ale zdecydowany na ślub Waldemar przezwycięża przeszkody i doprowadza do zaręczyn ze Stefanią. Jednak w wyniku szykan i intryg ze strony miejscowych rodzin arystokratycznych, dziewczyna popada w chorobę i przedwcześnie umiera w dniu planowanego ślubu. Śmierć ta w intencji autorki stanowi rodzaj ofiary złożonej przez jednostkę przerastającą swe otoczenie, a zarazem staje się symbolem moralnego triumfu odtrąconej jak „trędowata” bohaterki powieści.
Fabuła wykorzystująca znany literacki motyw „księcia i kopciuszka”, odznacza się sprawnym wykorzystaniem schematów fabularnych i maksymalnym spiętrzeniem sentymentalnego dramatyzmu. Powodzeniem cieszył się również Ordynat Michorowski (1910), w którym przedstawiono dalsze losy Waldemara.

## Ekranizacje
Powieść Mniszkówny jest jednym z najczęściej ekranizowanych polskich utworów literackich.
- 1926 Trędowata, reż. Edward Puchalski
- 1936 Trędowata, reż. Juliusz Gardan
- 1976 Trędowata, reż. Jerzy Hoffman
- 1999 Trędowata (serial telewizyjny), reż. Wojciech Rawecki, Krzysztof Lang

Trędowata została sparodiowana przez Magdalenę Samozwaniec w powieści Na ustach grzechu (1922). Ironizująco odniósł się do niej także Tadeusz Dołęga-Mostowicz w Karierze Nikodema Dyzmy (1932), wspominając że jego bohater „wyobrażał sobie książąt i hrabiów tak, jak ich poznał w najpiękniejszej powieści na świecie, w Trędowatej”.